# Santiago García de Leániz
Santiago García de Leániz Caprile (n. Madrid, 1963) es un guionista, director y productor cinematográfico español.
Estudió Arte Dramático e Historia del Cine en la ciudad de Victoria, Columbia Británica, Canadá 1979-1984. Se graduó en Cinematografía por la London Film School en 1987. En 1988 se traslada a Madrid para dedicarse profesionalmente al cine, trabajando entre otros con directores como Manuel Gutiérrez Aragón y Felipe Vega.
Fundó en 1991 la productora de cine La Iguana que actualmente dirige y de la que forman parte Icíar Bollaín y Juan Butragueño. Empieza a producir y dirigir alternativamente cortometrajes de ficción y documentales, varios de ellos premiados en festivales internacionales. 
Durante 1995 produce con La Iguana y Fernando Colomo el largometraje de Icíar BollaínHola, ¿estás sola?, siendo la película más premiada de la 40.ª Semana Internacional de Cine de Valladolid y un claro éxito de crítica y público durante 1996. 
En 1999 produce el segundo largometraje de Iciar Bollaín Flores de otro mundo, Mejor Película de la Semana Internacional de la Crítica del Festival de Cannes 1999 y en 2003, Te doy mis ojos, tercera película de Iciar Bollaín, ganadora de 7 premios Goya de la Academia del Cine Español, incluyendo el de mejor película. Productor de en 2005 de  la película documental sobre la emigración española a Europa en los años 1960: El tren de la memoria, Premio del Jurado en el Festival de Málaga 2005 y La noche del hermano”, su primer largometraje como director. En 2007 produce Mataharis de Iciar Bollain, sección oficial del Festival de San Sebastián y 6 nominaciones a los premios Goya. En 2011 produce y dirige el cortometraje documental Nube del sol naciente. Es miembro de la Academia de Cine Europeo -EFA-.

## Filmografía

### Como director
- Nube del sol naciente (cortometraje)] (2011)
- La noche del hermano (2005)
- Nueva York y la actriz (1994)
- TV Hike: rutas de España (1993)
- Entretiempo (cortometraje) (1992)
- Catspaw (cortometraje) (1987)
- Breaking the News (cortometraje) (1987)
- Estaciones (1985)

### Como guionista
- La noche del hermano (2005)

### Como productor
- Hola, ¿estás sola? (1996)
- Flores de otro mundo (1997)
- Postales de la India (2000)
- Amores que matan (2000)
- Te doy mis ojos (2003)
- La noche del hermano (2005)
- El tren de la memoria (2005)
- Mataharis (2007)
- Nube del sol naciente (cortometraje) (2011)